# Herzogtum Castro

Wappen des Herzogtums Castro

Das Herzogtum Castro war ein päpstliches Lehen, das von der Familie Farnese von 1537 bis 1649 wie ein unabhängiger Staat regiert wurde. Es bestand aus einem kleinen, an die Toskana angrenzenden Teil des Latium.

## Schaffung des Herzogtums
Das Herzogtum Castro wurde von Papst Paul III. aus dem Haus Farnese am 31. Oktober 1537 durch die Bulle Videlicet immeriti geschaffen, um den Besitz der Familie zu konsolidieren und seinen Sohn Pier Luigi Farnese und dessen männliche Nachkommen auszustatten. Das Herzogtum bestand nur 112 Jahre und stand immer im Schatten der übrigen Besitzungen der Farnese, insbesondere im Schatten des Herzogtums Parma.

## Die Grenzen
Das Herzogtum Castro erstreckte sich zwischen dem Tyrrhenischen Meer und dem Bolsenasee und wurde darüber hinaus von den Flüssen Marta und Fiora begrenzt; es reichte bis zur Mündung der Olpeta und bis zum Mezzanosee. Die Grafschaft Ronciglione wurde dem Herzogtum Castro zugeschlagen, die kleine Herrschaft, ab 1602 Herzogtum Latera als Besitz einer Nebenlinie der Farnese war jedoch kein Bestandteil.
Zum Herzogtum gehörten folgende Orte: Castro als Hauptstadt, Montalto, Musignano, Ponte della Badia, Canino, Cellere, Pianiano, Arlena, Tessennano, Piansano, Valentano, Ischia, Gradoli, Grotte, Borghetto, Bisenzio, Capodimonte, Marta, die Inseln Bisentina und Martana im Bolsenasee, Ronciglione, Caprarola, Nepi, Fabrica di Roma, Canepina, Vallerano, Corchiano und Castel Sant’Elia. Da Carbognano und Vignanello Besitztümer von weiblichen Farnese-Mitgliedern und ihren jeweiligen Gatten waren, zählten diese beiden Orte nicht zum Herzogtum Castro.

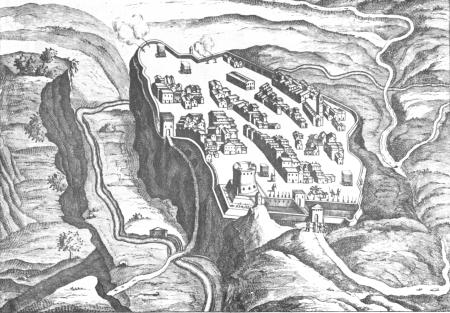
Castro (1649 zerstört)
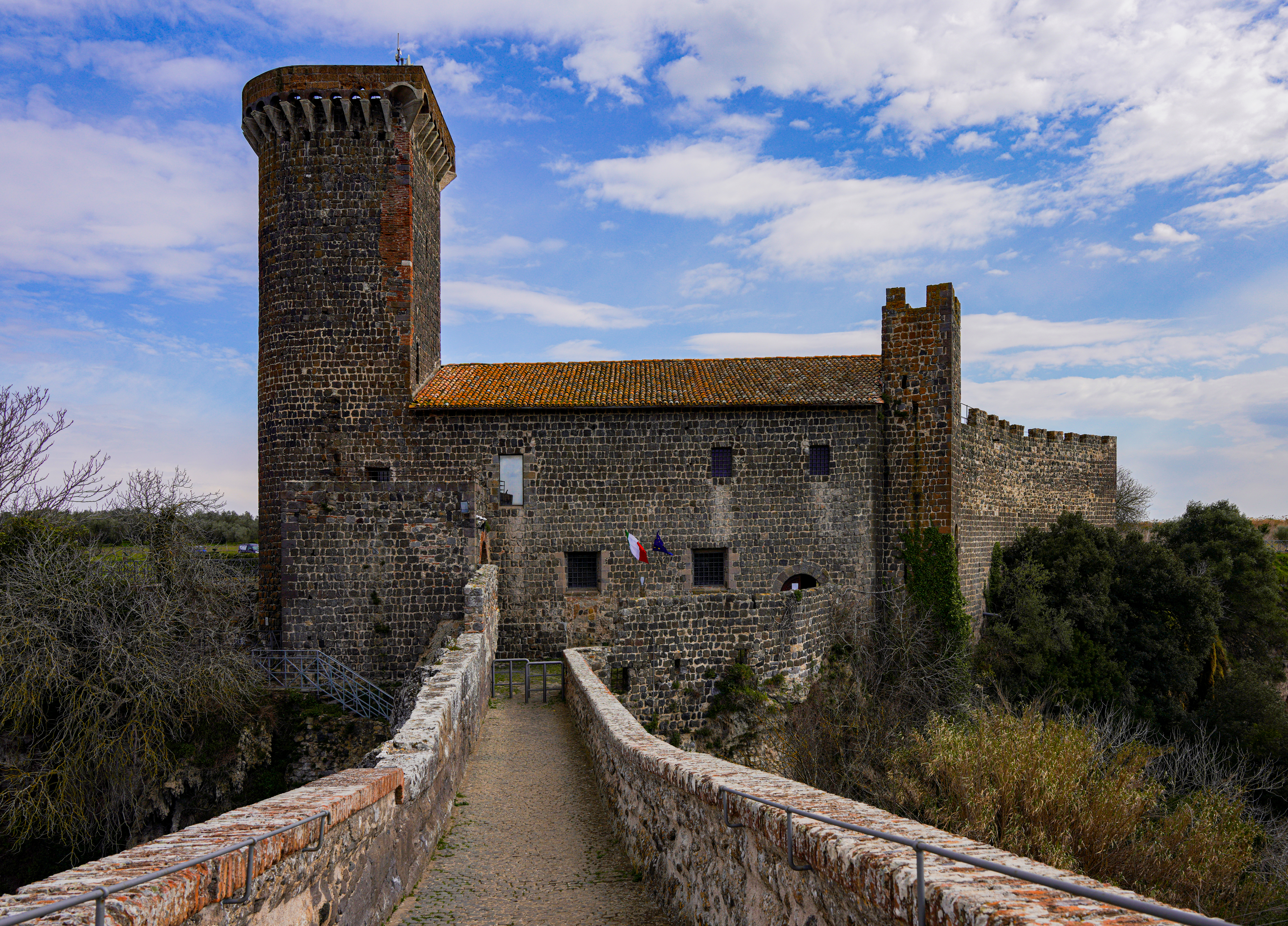
Castello di Vulci in Canino, Geburtsort Pauls III. und ein alter Stammsitz der Farnese
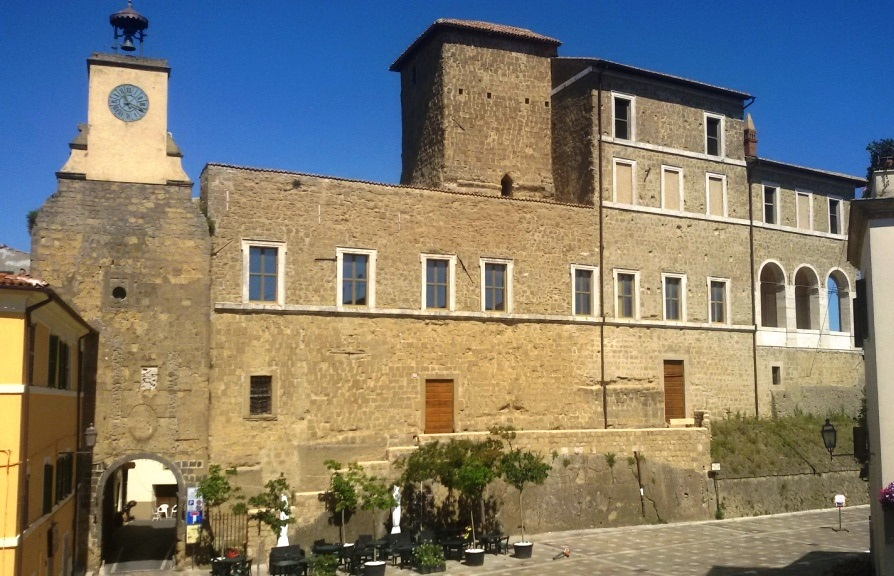
Palazzo Farnese in Ischia di Castro
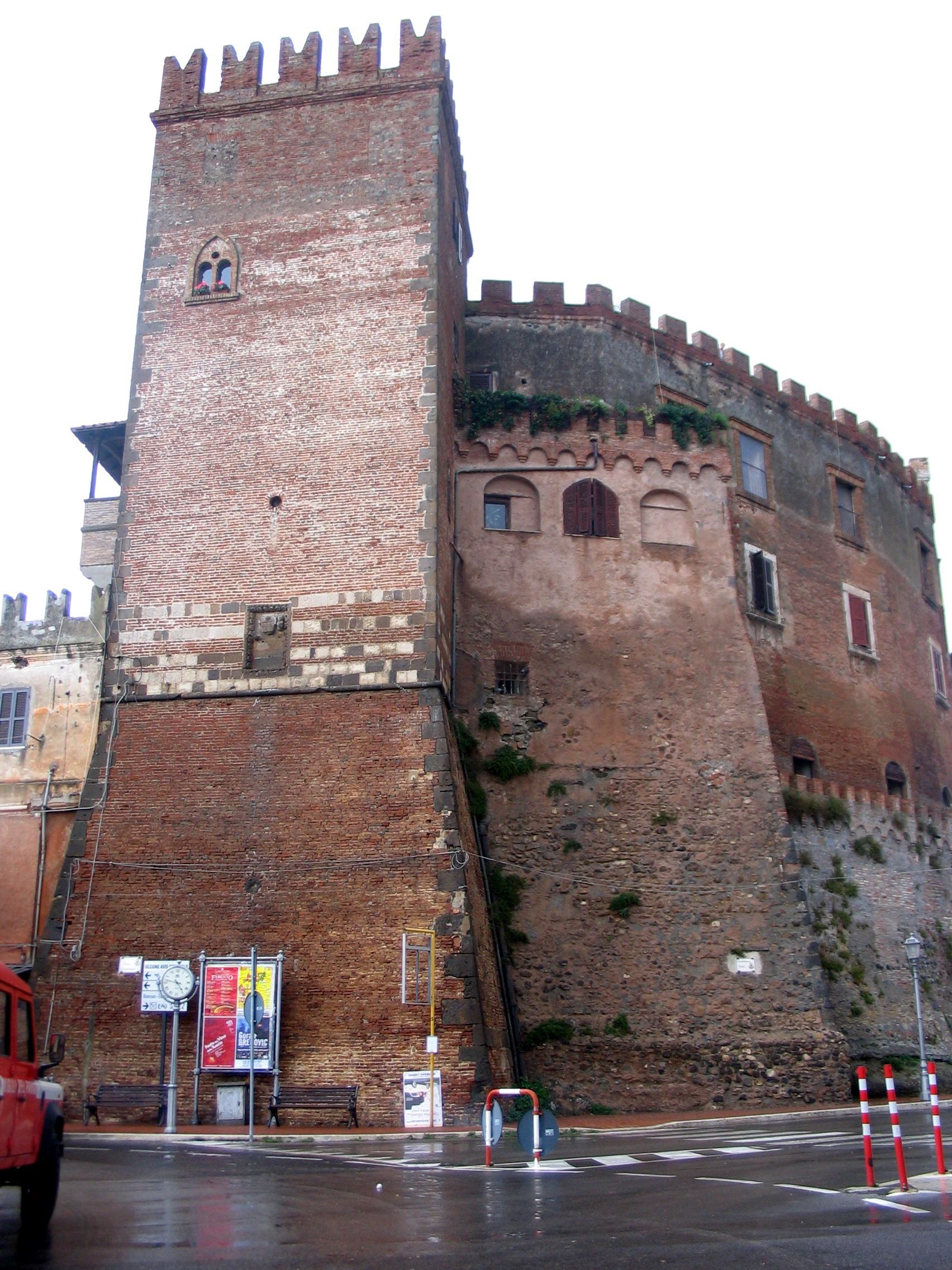
Burg Montalto di Castro

## Der Niedergang des Herzogtums
Nach der Erhebung Parmas zum Herzogtum 1545 teilten sich die Farnese einige Jahre die Herrschaft zwischen den beiden Gebieten. Herzog Pier Luigi Farnese trat Castro an seinen Sohn Ottavio Farnese ab, der wiederum bei der Nachfolge in Parma Castro seinem Bruder Orazio Farnese gab. Orazio starb ohne Nachkommen, so dass Castro an Ottavio zurückfiel. Ottavios Nachfolger war Alessandro Farnese, der Castro niemals betrat, da er nördlich der Alpen lebte, wo er zeitweise das Amt eines Gouverneurs von Flandern ausübte.
Mit Alessandros Sohn Ranuccio I. Farnese, der eine katastrophale finanzielle Situation erbte, setzte der Niedergang ein. Dessen Nachfolger Odoardo I. Farnese verbesserte die Situation nicht, sondern erklärte Spanien den Krieg, ohne Papst Urban VIII. vorzuwarnen, dem es dann gelang, die Krise auf diplomatischem Weg zu lösen. Die militärischen Abenteuer schwächten seine finanzielle Lage weiter, weswegen er das Herzogtum Castro verpfänden musste. Die strategisch wichtige Lage Castros an den Grenzen des Kirchenstaats ließen den Papst den Druck erhöhen, als die Farnese nicht mehr in der Lage waren, ihre Schulden zu bezahlen.

## Der erste Krieg um Castro
Die Ursache für den ersten Krieg um Castro finden sich in der Expansionspolitik der Familie Barberini, deren Plänen Odoardo Farnese im Weg stand. Unter dem Vorwand, dass das Herzogtum Castro weitgehend zum Kirchenstaat gehörte, entschieden Urban VIII. (Maffeo Barberini) und seine Neffen, die Kardinäle Francesco und Antonio Barberini, den Farnese jahrhundertealte Privilegien und ihren Besitz zu entziehen, indem man sie in den Ruin trieb, nachdem sie bereits versucht hatten, das Herzogtum Castro zu kaufen.
1639 beklagten sich die Bankiers Siri und Sacchetti und der Präfekt von Rom, Taddeo Barberini, ebenfalls ein Neffe des Papstes, über den Rückgang der Getreidepreise und sprachen gleichzeitig Odoardo die Möglichkeit ab, die vereinbarten Summen zu zahlen, was diesen in eine schwierige Situation brachte. Seine Geldgeber, die die Darlehen an die zukünftigen Einnahmen des Herzogtums geknüpft hatten, verlangten ihr Geld zurück und forderten dazu die Versteigerung der Einkünfte Castros ein.
Zwei Dekrete des Camerlengo Antonio Barberini aus dem Jahr 1641 verschärften die Situation der Herzogs: zum einen wurde der Transport des Getreides untersagt, seit Jahrhunderten ein Privileg des Papstes, zum anderen der Bau einer Straße von Sutri nach Rom angeordnet, um den Weg über Ronciglione auszutrocknen.
Alle Versuche Odoardos, die Schwierigkeiten in den Griff zu bekommen, führten zu nichts: die Barberini ließen schließlich das Herzogtum besetzen und den Besitz der Farnese im Kirchenstaat beschlagnahmen. Der Einmarsch der päpstlichen Truppen begann am 27. September 1641. Im Gegenzug fielen die Farnese in den Kirchenstaat ein und besetzten Acquapendente, was den Papst an einen zweiten Sacco di Roma denken ließ.
Die erste Phase des Krieges endete mit Friedensverhandlungen in Castel Giorgio, die den Abzug der Truppen Odoardos vorsahen. Die Verhandlungen scheiterten am 26. Oktober 1642: die Barberini hatten in der Zwischenzeit die Verteidigung organisiert und Odoardo seinen Vorteil verspielt. Er versuchte, Castro zurückzuerobern, was die zweite Phase des Krieges einleitete: eine Liga bestehend aus Odoardo, Ferdinando II. de’ Medici, Großherzog von Florenz, der Republik Venedig und dem Herzog von Modena, die alle den Expansionsbestrebungen der Barberini entgegentreten wollten, verlangte die Herausgabe des Herzogtums an seinen legitimen Besitzer, Anfang 1643 traten die neuen Beteiligten in den Krieg ein.
Nach einer schweren Niederlage der päpstlichen Truppen in der Schlacht von Lagoscuro beendete der Vertrag von Ferrara vom 31. März 1644, der mit diplomatischer Hilfe Frankreichs zustande kam, den ersten Krieg um Castro: die Farnese bekamen Castro zurück und söhnten sich mit dem Papst aus. Der Vertrag wurde im Jahr darauf durch die Ernennung eines Bruders Odoardos, Francesco Farnese, zum Kardinal bekräftigt.

## Der zweite Krieg um Castro
Papst Urban VIII. war kurz nach dem Vertragsschluss von Ferrara gestorben, sein Nachfolger wurde Giovanni Battista Pamphili als Innozenz X. Herzog Odoardo starb 1646, im Amt folgte ihm sein erst 16-jähriger Sohn Ranuccio II. Farnese.
Am 17. April 1648 ernannte der Papst Cristoforo Giarda zum Bischof von Castro, ohne sich mit dem Herzog abzustimmen. Ranuccio II. untersagte diesem daraufhin den Zutritt zur Stadt bis zu einer Übereinkunft mit Rom. Ein Jahr verging, ohne dass die Frage geklärt wurde, so dass der Papst dem neuen Bischof befahl, seine Diözese in Besitz zu nehmen. Am 18. März 1649 wurde Giarda in der Nähe von Monterosi, auf der Straße von Rom nach Castro, aus einem Hinterhalt heraus von Ranuccio Zambini aus Gradoli und Domenico Cocchi aus Valentano getötet. Innozenz X. machte sofort den Herzog für den Mord verantwortlich und befahl Giulio Spinola, dem Gouverneur von Viterbo, den Vorfall aufzuklären.
Intrigen der Barberini und Olimpia Maidalchinis, der Schwägerin des Papstes, brachten Innozenz X. dann aber dazu, Castro den Krieg zu erklären. Im Sommer wurden die herzoglichen Truppen geschlagen, das belagerte Castro kapitulierte am 2. September 1649, nachdem der Herzog nach Parma geflohen war. Acht Monate später befahl der Papst die Zerstörung der Stadt einschließlich der Hauptkirche. Ranuccio II. musste sich mit dem Verlust des Herzogtums abfinden. Der Sitz des Bischofs wurde nach Acquapendente verlegt. Die Kunstwerke wurden an den römischen Adel verteilt. Die Glocken der Kathedrale befinden sich heute in der Kirche Sant’Agnese in Rom.

## Rückgewinnungsversuche
Mit Hilfe des Königs von Spanien und des Großherzogs von Toskana erkannte Ranuccio II. am 19. Dezember 1649 seine Unfähigkeit an, die Schulden der Familie zu begleichen, und trat seine Ansprüche auf das Herzogtum Castro an die Apostolische Kammer gegen die Summe von 1.629.750 Scudi ab. Die Kammer übernahm die Schulden der Farnese und gab der Familie gleichzeitig die Möglichkeit, das Herzogtum innerhalb von acht Jahren durch Zahlung dieser Summe in einer Tranche zurückzuerwerben. Der Palazzo Farnese in Rom und der Palazzo Farnese in Caprarola waren von dieser Übereinkunft nicht betroffen.
Da Ranuccio II. das Geld nicht aufbringen konnte, erklärte Papst Alexander VII. am 24. Januar 1660 das Herzogtum de non infeudandis (nicht als Lehen zu vergeben) und zog es endgültig ein. Der französische König Ludwig XIV. erreichte 1664 eine Verlängerung um noch einmal acht Jahre, diesmal sogar mit einer Zahlung in zwei Tranchen, doch auch diese Frist verstrich.